# Perronkaartje

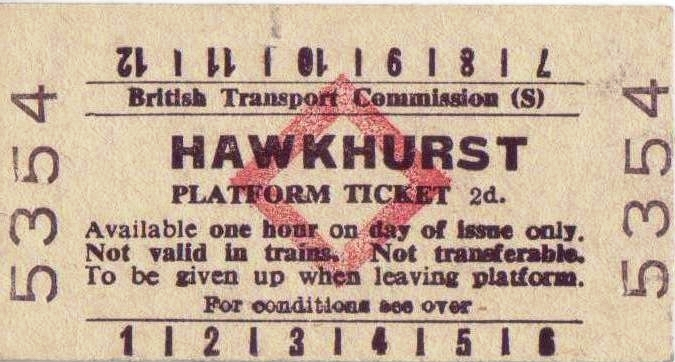
Perronkaartje

Een perronkaartje is een door het spoorwegbedrijf uitgegeven bewijs dat toegang geeft tot de perrons, zonder dat men recht op vervoer heeft.
Perronkaartjes ontstonden in de 19de eeuw, met de ontwikkeling van de spoorwegen. Aanvankelijk was het moeilijk om de vervoerbewijzen op de trein zelf te controleren, omdat de wagons ingedeeld waren in compartimenten, die alleen via de buitenzijde konden worden betreden. Controleurs konden dus tijdens de rit niet naar een ander compartiment, laat staan een andere wagon overstappen. Daarom werden de reizigers al bij de toegang tot de perrons gecontroleerd. 
Wie een reiziger tot aan de trein wilde vergezellen zonder zelf te reizen, of wie iemand op het perron wilde opwachten, kreeg met een apart perronkaartje toegang tot het perron. Het perronkaartje gaf geen recht om op de trein te stappen, zelfs niet als die nog stilstond. Bij het verlaten van het station moest het perronkaartje normaal weer worden afgegeven, net als een vervoerbewijs. 
Bij nieuwere treinstellen werd het mogelijk tijdens de rit van de ene wagon op de andere over te stappen, wat de controle op de trein vergemakkelijkte. Daardoor zijn in de meeste landen de perronkaartjes verdwenen in de tweede helft van de twintigste eeuw.

## Nederland
De perrons van sommige (grotere) stations waren niet vrij toegankelijk, behalve voor treinreizigers. Wie geen treinkaartje had, kon een perronkaartje kopen, bijvoorbeeld om een reiziger uit te zwaaien. Ook treinspotters konden hiervan gebruikmaken.
Bij de toegangen tot het perron zat een beambte in een hokje die de kaartjes controleerde, zowel bij het betreden als bij het verlaten van het perron. Hij controleerde ook of reizigers op het juiste station waren uitgestapt.
Bij het verlaten van het station werden de kaartjes meestal ingenomen. Van een retourkaartje werd de strook voor de heenreis afgescheurd. Wilde de reiziger het kaartje op het bestemmingsstation behouden, dan werd er een stempel opgezet, zodat het kaartje die dag niet opnieuw kon worden gebruikt. Had de reiziger zijn bestemming nog niet bereikt en wilde hij later op de dag zijn reis vervolgen, dan werd het kaartje voor verblijf afgestempeld.
Bij de Nederlandse Spoorwegen waren automaten om een perronkaartje te kopen. De prijs was eerst een stuiver (ƒ 0,05), op het laatst een kwartje (ƒ 0,25). In 1969 werd het perronkaartje en daarmee de in- en uitgangscontrole afgeschaft, zodat de perrons vrij toegankelijk werden.
In de 21e eeuw gebeurde het af en toe dat bij de toegang tot de perrons op treinkaartjes werd gecontroleerd. Dat gebeurde vooral als er ongeregeldheden werden gevreesd. De controle was tamelijk informeel, wie een reiziger wilde uitzwaaien kon dat aan de controleur uitleggen en werd dan probleemloos doorgelaten.
Met de komst van de OV-chipkaart zijn sommige stations voorzien van toegangspoortjes zodat de perrons niet meer vrij toegankelijk zijn. De houder van een chipkaart kan echter, dankzij het passagerecht, een korte tijd zonder kosten op het station verblijven. Dit is onder meer het geval in het station Leiden, waar de stationspassage een belangrijke doorgang vormt tussen de stad en het LUMC.

## België
In België werden de perronkaartjes per koninklijk besluit ingevoerd in 1895 voor de Staatsspoorwegen. Ze bleven bestaan na de oprichting van de NMBS in 1926. 
Wie in het station naar het perron wilde, moest langs een stationsbeambte (in kleine stations was dat vaak de stationschef zelf) passeren om het vervoerbewijs of perronkaartje te knippen. De perronkaartjes waren te koop aan de loketten of aan afzonderlijke automaten. Het ging om een wit (later geel) kartonnen kaartje. De prijs bedroeg aanvankelijk 10 centiem. Uiteindelijk steeg die tot 10 frank . Ze waren van belang omdat ze - net als de vervoerbewijzen - recht op een verzekering bij een ongeval in de stations.
In 1984 verdwenen de kaartjesknippers met een nieuw plan dat de spoorwegen gebruikersvriendelijker moest maken. Daardoor kreeg - vooral in de grote stations - iedereen toegang tot ruimte nabij de perrons die vroeger alleen toegankelijk was na het passeren van de kaartjesknippers, zoals sommige wachtzalen, toiletten en bars. De toegang tot de eigenlijke perrons bleef voorbehouden tot personen die in het bezit waren van een geldig vervoerbewijs of een perronkaartje. Wie zich zonder kaartje op een perron bevond, kon nog altijd een boete krijgen, maar in de praktijk gebeurde dat nog nauwelijks, behalve bij mensen die amok maakten. 
De verkoop van perronkaartjes daalde sindsdien zienderogen. In 1993 verscheen een koninklijk besluit waardoor ze formeel werden afgeschaft. Dat gebeurde vrij onopvallend, want het duurde even tot alle stations op de hoogte waren.
1. ↑  google afbeeldingen van perronkaartjes
2. ↑  Artikel De TIjd.